# إدوارد بريزين
إدوارد بريزين (بالفرنسية: Édouard Brézin) (من مواليد 1 ديسمبر 1938 في باريس ) هو فيزيائي نظري فرنسي . وهو أستاذ في جامعة بيير وماري كوري، ويعمل في مختبر الفيزياء النظرية في المدرسة العليا للأساتذة منذ عام 1986.